# Cicaré Helicópteros

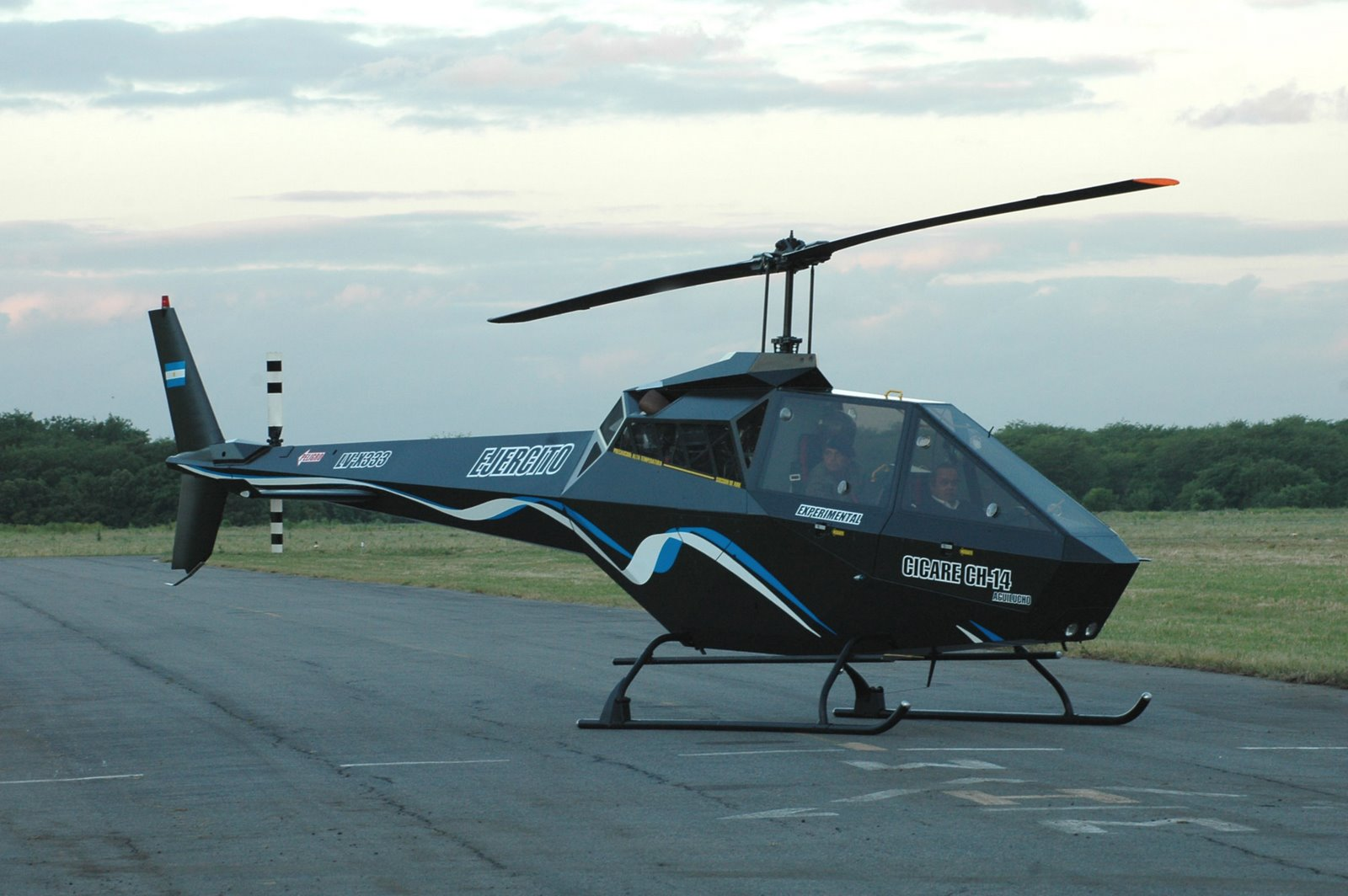
Cicare CH-14 Aguilucho.

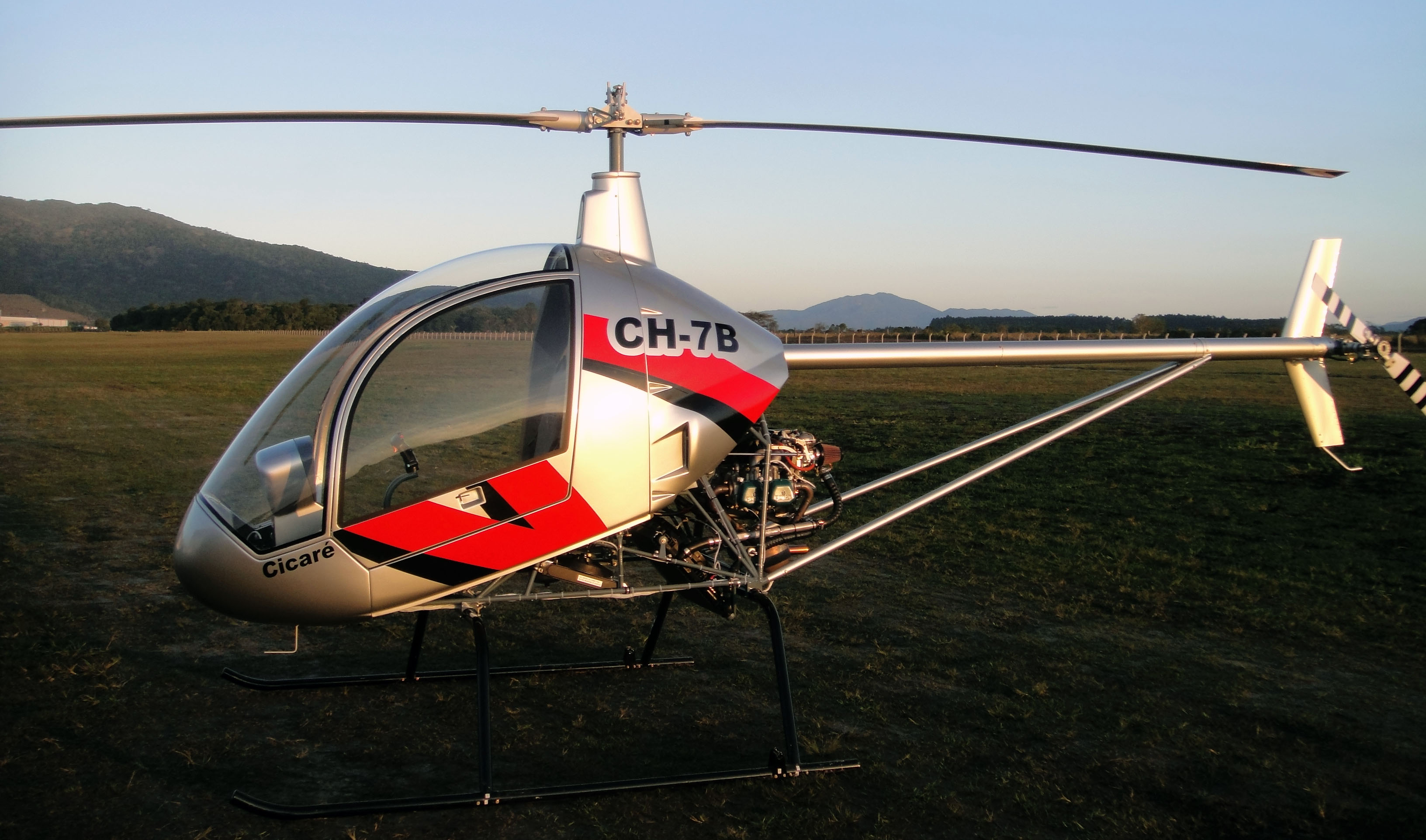
Cicare CH-7B

Cicaré Helicópteros S.A. (původně Cicaré Aeronáutica S.A.) je argentinský výrobce vrtulníků. Firma byla založena Augusto Cicarém v Buenos Aires v roce 1972. Zkonstruovala několik prototypů včetně jednoho na zakázku argentinského letectva, ty ale nebyly příliš úspěšné. Průlom znamenal sportovní ultralehký model CH-7, jenž vycházel z typu Cicaré CH-6.
V roce 2007 byl vyroben první prototyp lehkého vrtulníku Cicaré CH-14 pro argentinskou armádu. 18. března 2010 byly na akci EAA Argentina Annual Meeting představeny dva vrtulníky Cicaré CH-12 a Cicaré CH-7B.